# Робертоне, Лукас
Лукас Гастон Робертоне (исп. Lucas Gastón Robertone; родился 18 марта 1997, Конкордия, Аргентина) — аргентинский футболист, полузащитник испанского клуба «Альмерия».

## Биография
Робертоне — воспитанник клуба «Велес Сарсфилд». 27 августа 2016 года в матче против «Химансии Ла-Плата» он дебютировал в аргентинской Примере. 24 февраля 2018 года в поединке против «Ривер Плейт» Лукас забил свой первый гол за «Велес Сарсфилд».